# Luis Miguel Navas
Luis Miguel Navas (né le 2 février 1980 à Santiago de Cuba) est un joueur de baseball cubain. Lors des Jeux olympiques d'été de 2008 à Pékin, il remporte la médaille d'argent.

## Palmarès
- Médaille d'argent aux Jeux olympiques de Pékin en 2008